# Banoffee pie
Banoffee pie (også stavet banoffi, eller banoffy) er en engelsk dessertkage lavet af bananer, fløde, toffee og kogt mælkekondensat (eller dulce de leche). Bunden kan være enten en bagt bund eller lavet af smuldrede kiks og smør. Navnet er sammensat af banana og toffee.

## Historie
Ian Dowding og Nigel Mackenzie fra restaurant den sultne munk (The Hungry Monk) i Jevington i East Sussex hævder at have opfundet tærten i 1972. Restaurantens facade er forsynet med et blåt skilt der markerer dette. Opskriften spredtes, sammen med forskellige fortælling om dens oprindelse, og i 1994 begyndte en række supermarkeder at sælge den under navnet American Pie. Det fik Dowding og Mackenzie til at udlove en dusør på 10.000 pund til enhver der kunne modbevise deres krav på at have opfundet tærten.

## Eksterne links
- "The Completely True and Utter Story of Banoffi Pie" Arkiveret 25. august 2013 hos  Wayback Machine fra Ian Dowdings website

| Mad og drikke | Spire Denne artikel om mad og drikke er en spire som bør udbygges. Du er velkommen til at hjælpe Wikipedia ved at udvide den. |